# Prunières (Alpy Wysokie)
Prunières – miejscowość i gmina we Francji, w regionie Prowansja-Alpy-Lazurowe Wybrzeże, w departamencie Alpy Wysokie.

## Demografia
Według danych na rok 1990 gminę zamieszkiwało 175 osób, a gęstość zaludnienia wynosiła 13 osób/km². W styczniu 2015 r. Prunières zamieszkiwało 307 osób, przy gęstości zaludnienia wynoszącej 23,3 osób/km².